# Bojničky
Bojničky és un poble i municipi d'Eslovàquia que es troba a la regió de Trnava, a l'oest del país.

## Història
La primera menció escrita de la vila es remunta al 1113.

## Demografia
| Godina             | 1994 | 2004   | 2014   | 2024   |
| ------------------ | ---- | ------ | ------ | ------ |
| Nombre de persones | 1202 | 1291   | 1369   | 1421   |
| Diferència         |      | +7,40% | +6,04% | +3,79% |

| Godina             | 2023 | 2024   |
| ------------------ | ---- | ------ |
| Nombre de persones | 1431 | 1421   |
| Diferència         |      | −0,69% |